# Турійська селищна територіальна громада
Турійська селищна територіальна громада — територіальна громада в Україні, в Ковельському районі Волинської області. Адміністративний центр — селище Турійськ.
Площа громади — 150,52 км², населення — 7656 мешканців (2018).
Утворена 2 березня 2017 року шляхом об'єднання Турійської селищної ради та Дольської, Кульчинської, Перевалівської сільських рад Турійського району.

## Населені пункти
До складу громади входять 1 селище (Турійськ) і 51 село:
- Блаженик
- Бобли
- Вербичне
- Волиця
- Гаруша
- Дожва
- Дольськ
- Дуліби
- Задиби
- Клюськ
- Кульчин
- Купичів
- Кустичі
- Липа
- Літин
- Ловища
- Маковичі
- Мировичі
- Мокрець
- Молодівка
- Мочалки
- Нири
- Новий Двір
- Обенижі
- Озеряни
- Оса
- Осекрів
- Осереби
- Осьмиговичі
- Охотники
- Перевали
- Пересіка
- Поляна
- Радовичі
- Растів
- Ревушки
- Свинарин
- Селець
- Серебряниця
- Серкізів
- Синявка
- Соловичі
- Ставок
- Сушибаба
- Тагачин
- Торговище
- Туличів
- Туричани
- Турія
- Туропин
- Чорніїв

## Географія
Територією громади протікає річка Турія.
На території громади проходить Автошлях Т 0309 Дубечне — Піддубці, та Автошлях Р15 Ковель — Жовква.